# 조선공로자명감
조선공로자명감(朝鮮功勞者銘鑑)은 조선총독부가 1935년에 출간한 1910년부터 1935년까지 25년 간 일제통치에 협력한 민관 공로자를 직접 선정한 명단이다. 4×6배판으로 일어판 양장본으로 1808 페이지로 구성되어 있다. 여기에는 당시 일제 식민통치에 앞장선 일본인 2,560명과 조선인 353명 등 모두 2,913명의 명단과 친일 행적이 소상히 기록되어 있다.

## 개요
1935년 조선총독부의 조선공로자명감간행회(경성)가 출판한 책으로, 하드커버의 4×6배판 일본어 양장본이다. 구성은 다음과 같다.
- 제1부 조선통치 변천사
- 제2부 조선공로자 명감.
- 제3부 시정25년 표창자명
- 제4부 조선경제 발달사
- 제5부 조선금융조합 발달사
- 제6부 조선13도지(道誌)

이 책에는 당시 일제 식민통치에 앞장선 일본인 2,560명과 조선인 353명 등 모두 2,913명의 명단과 친일 행적이 소상히 기록되어 있다. 특히 관료는 물론 사업가와 종교인, 언론인, 정치인, 예술가 등이 망라되어 있으며 이들의 이름과 출생지, 학력, 경력, 공적내용, 현직 등이 실려 있다. 주요 인물의 경우 사진까지 수록되어 있다.
향토사 수집연구가이자 수필가인 광주의 심정섭(송원여자상업고등학교 전 교감)에 의해 1960년에 최초로 발굴되었으며, 1982년 상해 임시정부 국무위원 지낸 외조부 백강 조경한에 의해 존재가 확인되었다. 그러나 당시 발표할 경우 다칠 것을 염려하여 공개를 만류를 하였고, 이 자료가 발표된 것은 2004년 3월 1일이었다.

## 인물
주요 인물들을 종류별, 직업별로 분류하면 다음과 같다.

### 작위수여자
《조선공로자명감》에 실린 주목할만한 친일 인물로는 일제의 귀족 작위 수여자 60여명 가운데 당시 생존자인 9명으로, 다음과 같은 이들이 있었다.
- 후작 : 이완용, 박영효
- 백작 : 송병준
- 자작 : 윤덕영, 민병석, 민영기, 민영휘
- 남작 : 이윤용, 이항구

민병석의 아들 민복기는 제5대~제6대 대한민국의 대법원장을 지냈다.

### 관료
관료들은 총독부자문기관인 중추원 고문, 참의, 도의원, 시의원, 면의원 등의 인물이 기록되어 있다.
- 도지사 : 전북지사 이진호 등 15명
- 군수 : 146명 등

### 사업가
은행가, 독농가를 비롯한 기타 사업가들로는 다음과 같은 인물들이 있었다.
- 장직상 (친일부호, 장승원의 아들)
- 한상룡 (창씨개명 주창자)
- 김갑순 (조선총독 열전각을 지어줌)
- 문명기 (비행기를 헌납)
- 현준호 (금융자본가)
- 최창학 (광산업자, 국방비를 헌납하여 총독부는 ‘애국옹’이라 호칭)
- 박흥식 (해방 후 반민특위가 ‘체포 1호’로 지목한 자본가)

### 종교, 교육, 예술
사립학교 설립자 등
- 박한영 (불교 지도자, 혜화전문학교 교장, 서정주의 스승)
- 백남훈 (교육자, 장면 정부 당시 최고위원)
- 배석린 (서예가, 이완용, 민병석과 함께 조선 3대 서예가로 불림)

### 언론
- 전무길 (사상선도 공적을 인정받은 조선일보 기자)

## 의의
조선총독부가 일제통치에 협력한 민관 공로자를 직접 선정했다는 점에서 《친일인명사전》 제작 등과 관련해 시비를 상당 부분 줄일 수 있는 결정적 자료가 될 수 있다.